# Großsteingrab Mielkendorf
Das Großsteingrab Mielkendorf ist eine megalithische Grabanlage der jungsteinzeitlichen Trichterbecherkultur bei Mielkendorf im Kreis Rendsburg-Eckernförde in Schleswig-Holstein. Es trägt die Sprockhoff-Nummer 169.

## Bilder

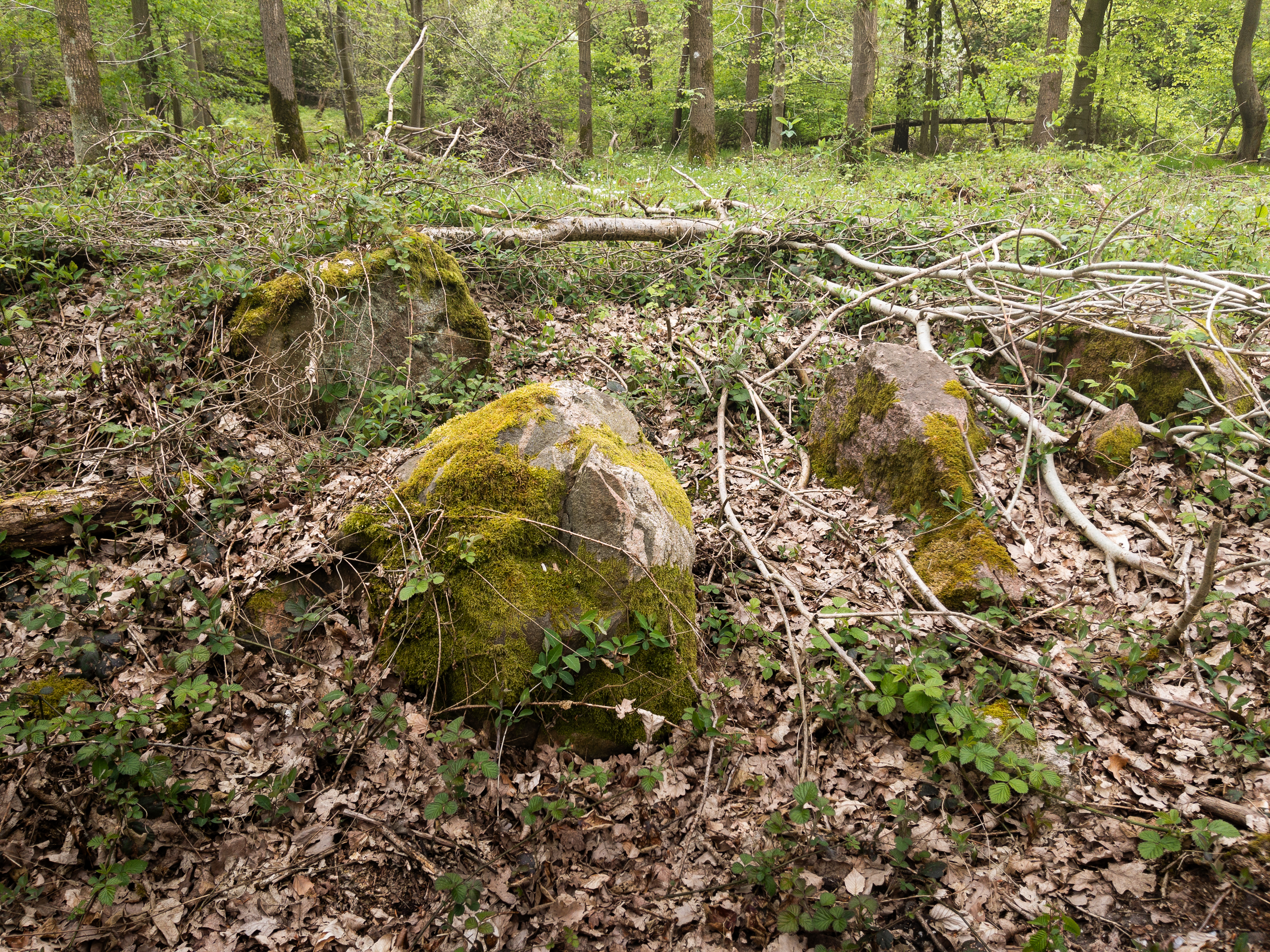
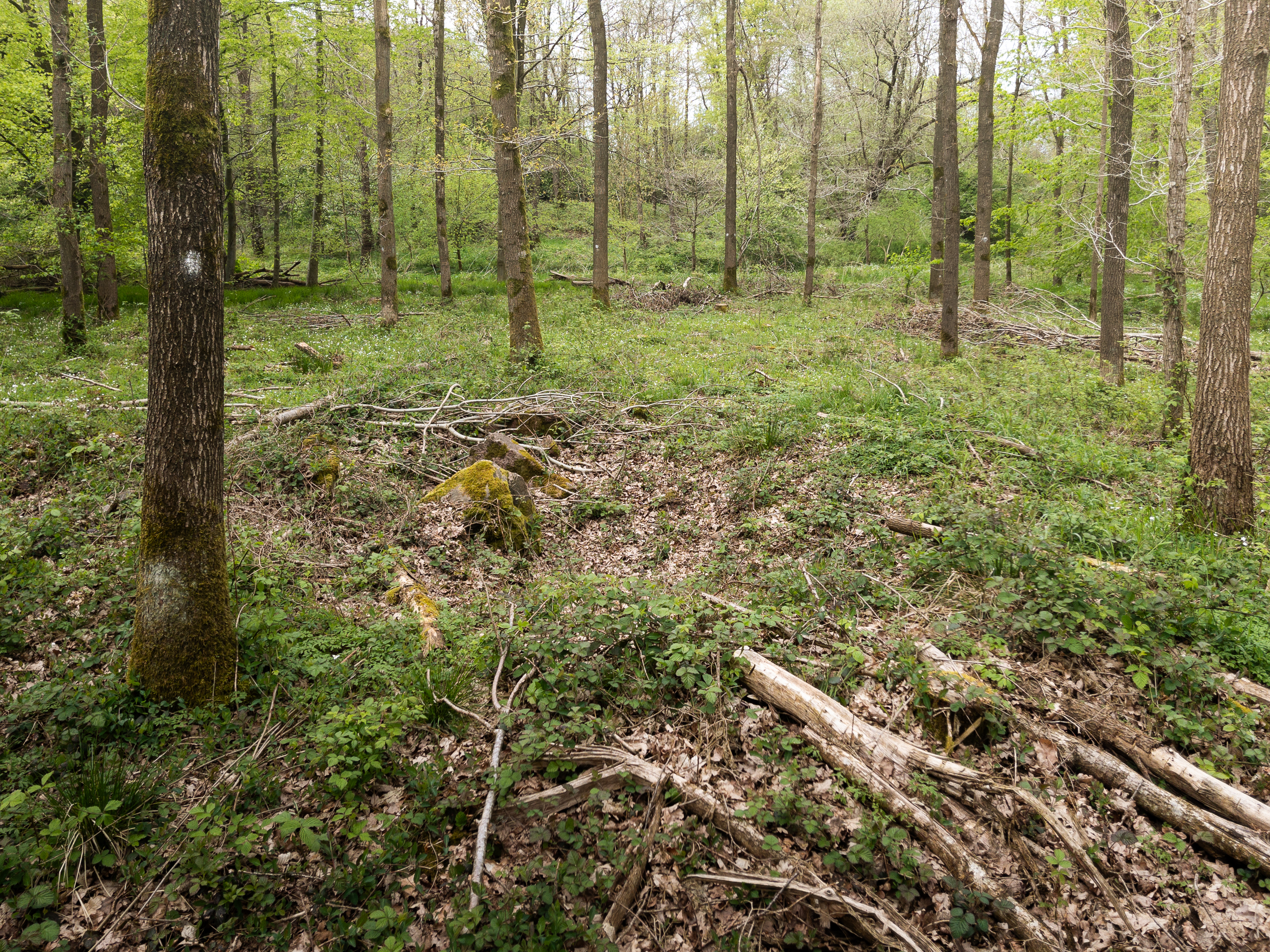
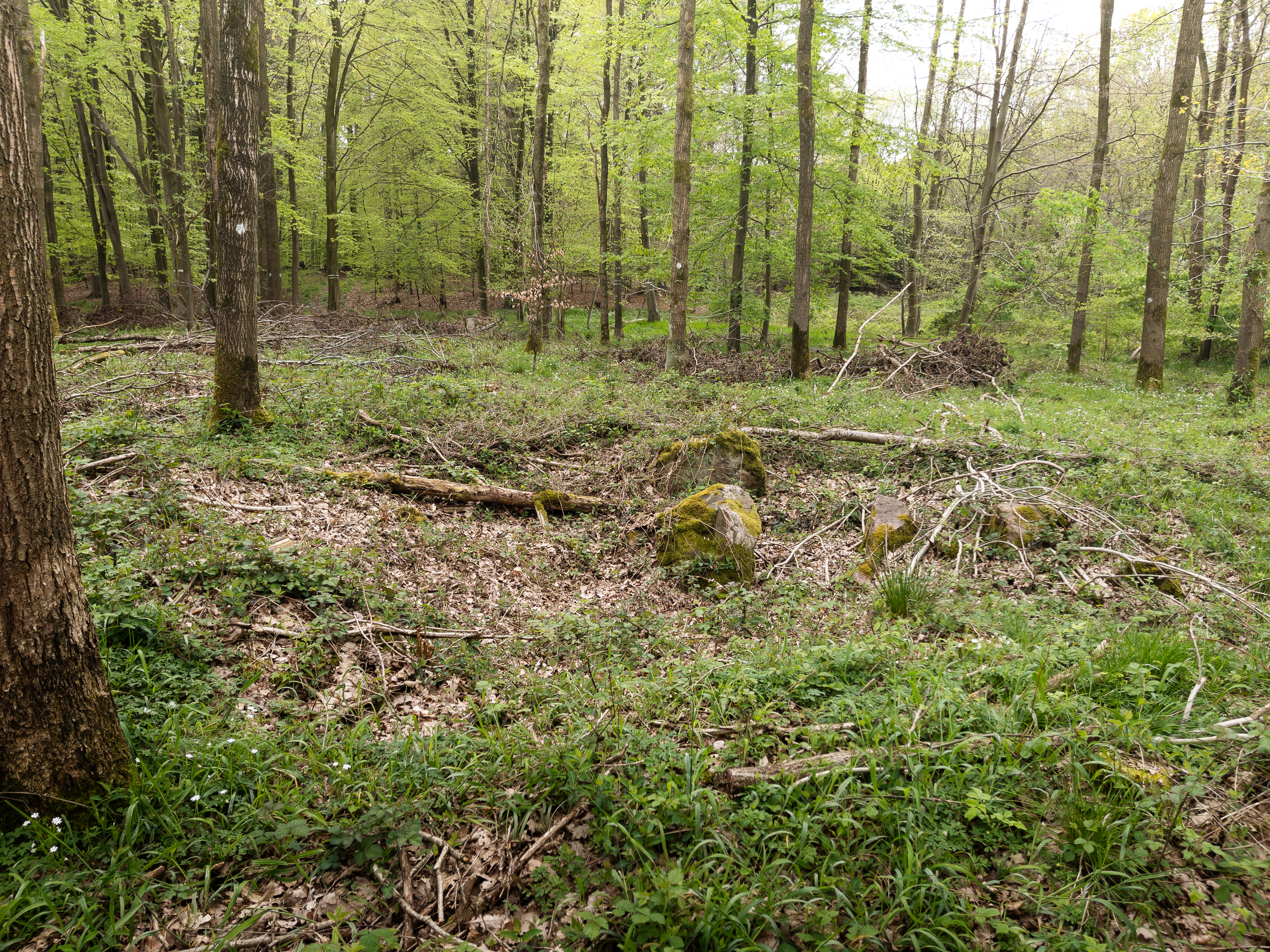

## Lage
Das Grab befindet sich südlich von Mielkendorf und östlich der A 215 in einem Waldgebiet. 2,1 km südlich liegt das Großsteingrab Streitberg.

## Beschreibung
Die Anlage besitzt eine runde Hügelschüttung mit einem Durchmesser von etwa 8 m und einer erhaltenen Höhe von etwa 0,5 m. In der Mitte befindet sich eine Wühlgrube mit einer Länge von 5 m und einer Breite von 3 m. Darin liegen sechs Steine in Unordnung. Zwei weitere Steine liegen auf dem Hügel und noch einmal zwei an seinem Fuß. Das ursprüngliche Aussehen der Grabkammer lässt sich nicht mehr sicher rekonstruieren. Ernst Sprockhoff vermutete, dass es sich um einen (ost-westlich orientierten?) erweiterten Dolmen handelt.